# Wiedner Spital

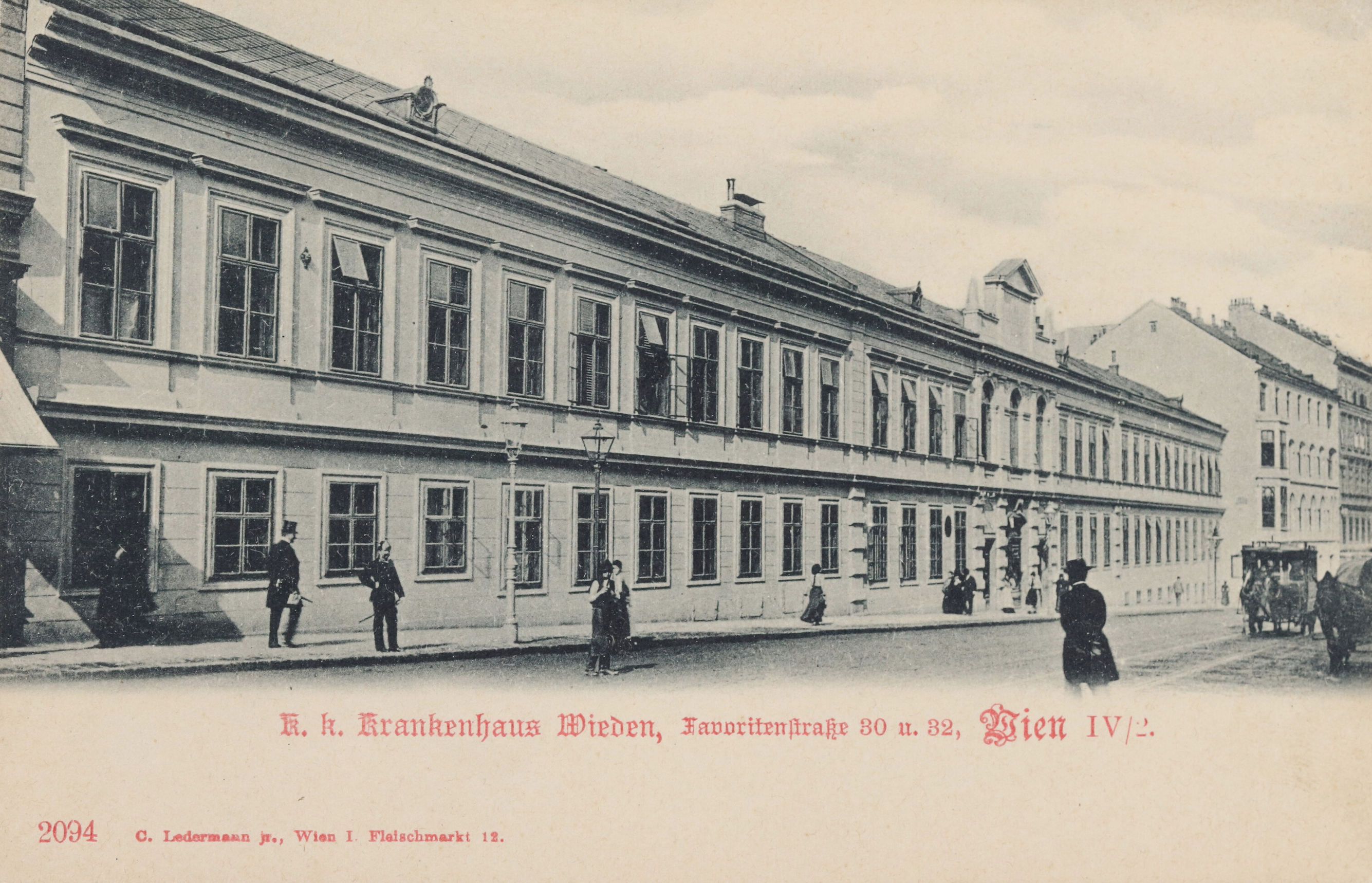
Das Wiedner Spital (um 1898)

Das Wiedner Spital (auch Wiedener Spital oder Krankenhaus) war ein Krankenhaus im 4. Wiener Gemeindebezirk Wieden an der Favoritenstraße 32 (entspricht der heutigen Adresse Favoritenstraße 40).

## Geschichte
Anlass für die Gründung des Wiedner Spitals im Jahr 1841 war die immer wiederkehrende Bettennot in den Spitälern Wiens, wenn eine Epidemie wie etwa Typhus oder Cholera ausbrach. Ursprünglich sollte das unter dem Protektorat von Erzherzog Franz Karl mit privaten Mitteln errichtete Spital im unter Kaiser Joseph II. aufgelassenen Piaristenkloster in der Wiedner Hauptstraße eingemietet werden. Schließlich wurde aber doch das ehemalige Palais Czernin-Althan (von 1791 bis 1825 im Eigentum der Grafen Károlyi) in der Favoritenstraße 32 wegen der besseren Eignung und vor allem wegen eines Brunnens, der gesundes Trinkwasser in ausreichender Menge spendete, zunächst als Mieter bezogen.
Am 2. März 1841 beschloss eine Lokalkommission unter dem Vorsitz des Wiener Bürgermeisters Ignaz Czapka (1791–1881) im Wiedner Gemeindehaus einhellig, die Dringlichkeit des Baues eines selbständigen Krankenhauses an die hohe Verwaltungsbehörde heranzutragen. In der Folge wurde das als zweckdienlich erkannte Palais angemietet und, vorläufig für 150 Patienten, am 6. Dezember 1841 feierlich eröffnet.
1842 wurde das ehemalige Károlyi’sche Sommerpalais aus der Konkursmasse der von Joseph Ulrich Danhauser gegründeten und nach dessen Tod 1829 von seinem Sohn Josef Danhauser bis 1838 weitergeführten Möbelfabrik um 57.000 Gulden erworben. 1847 wurde zusätzlich das benachbarte Haus der Seidenfabrikation Hell und Schepper angemietet. 1848 erfolgte der Abbruch des ursprünglichen Gebäudes und die Errichtung eines Neubaus. Erhalten blieb nur der Mitteltrakt, der als Direktionsgebäude genutzt wurde.
Der am Wiedner Spital tätige Primarius der Chirurgie, Friedrich Wilhelm Lorinser, entdeckte die Phosphornekrose – eine Berufskrankheit von Personen, die in Zündholzfabriken arbeiteten – und setzte sich erfolgreich für eine Verbesserung der Arbeitsbedingungen ein. Im Jahr 1857 konstituierte Kardinal Joseph Othmar von Rauscher eine Gruppe von 95 Krankenschwestern, die am Wiedner Spital tätig waren, zum Orden der Franziskanerinnen von der christlichen Liebe, die heute in Margareten das Hartmannspital führen. 1861 wurde das privat erhaltene Spital vom k.k. Krankenanstaltenfonds übernommen. Das Krankenhaus umfasste damals acht Abteilungen und 1.250 Betten.
Ein Erlass des k.k. Innenministeriums unterstellte dem Wiedner Spital das im Aufbau befindliche Kaiser-Franz-Josef-Spital in Favoriten. 1889 wurde diese Unterstellung wieder aufgehoben. Im Zweiten Weltkrieg wurde das Spital schwer beschädigt. 1956 wurde es abgetragen und an seiner Stelle der Bertha-von-Suttner-Hof, ein Gemeindebau, errichtet. In der Sitzung der Bezirksvertretung von Wieden wurde im September 2007 der Antrag auf die Errichtung einer Gedenktafel an das Spital gestellt.

## Ärzte
Am Wiedner Spital waren prominente Ärzte tätig:
- Salomon Ehrmann (Dermatologe)
- Josef von Halban (Gynäkologie)
- Ferdinand von Hebra (Dermatologe)
- Robert Steiner von Pfungen
- Julius Schnitzler (Chirurg)
- Ludwig Seeger (Elektromedizin)
- Carl Sternberg (Pathologe)
- Ernst Weiß (Chirurg)